# Alan Glynn
Alan Glynn (* 1960 in Dublin) ist ein irischer Schriftsteller, seine Werke werden teilweise dem Cyberpunk zugeordnet.

## Leben
Alan Glynn wurde 1960 im Norden Dublins im Stadtteil Drumcondra geboren. Er hat in Dublin erst das private jesuitische Belvedere College besucht und später am dortigen Trinity College Englische Literatur studiert. Später verbrachte er vier Jahre in New York und arbeitete dort für Zeitschriften, vor allem als Korrekturleser. Nachdem Glynn zwischenzeitlich in Verona gelebt und in Italien als Englischlehrer und Journalist gearbeitet hatte, wohnt er heute wieder in Dublin, im Stadtteil Terenure.
Alan Glynn ist verheiratet und hat zwei Söhne.

## Bücher
- The Dark Fields. Little, Brown Book Group, London 2001, ISBN 978-0-316-85494-8. Von dem Roman sind ein englisches Hörbuch, US-amerikanische Ausgaben sowie eine russische, französische (2004), italienische und auch eine deutsche Übersetzung erschienen:
  - Stoff. Ullstein Taschenbuchverlag, Berlin 2006, ISBN 978-3-548-26634-3.
- Winterland. 1. Auflage. Faber & Faber, London 2009.
- Bloodland. Faber & Faber, London 2011, ISBN 978-0-312-62128-5.
- Graveland. 1. Auflage. Picador (Macmillan Publishers), New York 2013, ISBN 978-0-312-62129-2.
- Paradime. 1. Auflage. Picador (Macmillan Publishers), New York 2016, ISBN 978-1-250-06182-9.

## Verfilmungen
Sein erster Roman Stoff (Originaltitel: The Dark Fields) wurde 2011 unter dem Titel Limitless  von Neil Burger fürs Kino verfilmt. Der deutsche Filmtitel lautet Ohne Limit.

## Auszeichnungen
- 2011: The Ireland AM Irish Crime Fiction Book of the Year für Bloodland[6][5]